# Phelps (Wisconsin)
Phelps es un pueblo ubicado en el condado de Vilas en el estado estadounidense de Wisconsin. En el Censo de 2010 tenía una población de 1.200 habitantes y una densidad poblacional de 4,27 personas por km².

## Geografía
Phelps se encuentra ubicado en las coordenadas 46°2′50″N 89°4′2″O / 46.04722, -89.06722. Según la Oficina del Censo de los Estados Unidos, Phelps tiene una superficie total de 281.26 km², de la cual 242.51 km² corresponden a tierra firme y (13.78%) 38.75 km² es agua.

## Demografía
Según el censo de 2010, había 1.200 personas residiendo en Phelps. La densidad de población era de 4,27 hab./km². De los 1.200 habitantes, Phelps estaba compuesto por el 97.17% blancos, el 0% eran afroamericanos, el 1.67% eran amerindios, el 0.33% eran asiáticos, el 0% eran isleños del Pacífico, el 0% eran de otras razas y el 0.83% pertenecían a dos o más razas. Del total de la población el 1.17% eran hispanos o latinos de cualquier raza.